# Alančić
Alančić är ett berg i Kroatien.   Det ligger i länet Lika, i den centrala delen av landet, 140 km sydväst om huvudstaden Zagreb. Toppen på Alančić är 1 559 meter över havet.
Terrängen runt Alančić är kuperad österut, men västerut är den bergig. Runt Alančić är det ganska glesbefolkat, med 28 invånare per kvadratkilometer. Närmaste större samhälle är Popovača, 19,5 km sydost om Alančić. I omgivningarna runt Alančić växer i huvudsak blandskog.